# 弗尔克斯豪森
弗尔克斯豪森（德語：Völkershausen，發音：[fœlkɐsˈhaʊzn̩]）是德国图林根州瓦特堡县曾经的一个市镇，面积14.19平方千米，人口为人。2013年12月31日，弗尔克斯豪森所属的法哈管理共同体解散，其与另外2个成员市镇并入市镇法哈。